# Sergej Lazarev
Sergej Lazarev, född 1 april 1983 i Moskva i dåvarande Ryska SFSR i Sovjetunionen (nuvarande Ryssland), är en rysk sångare, dansare och skådespelare. Han var tidigare medlem av bandet Smash!!, men efter splittringen 2005 har han haft en framgångsrik solokarriär.
Han kom trea i Eurovision Song Contest 2016 med låten You Are the Only One för Ryssland. Han fick dock flest röster av tittarna, och enligt tidigare regler i tävlingen hade han vunnit. Han gjorde comeback som tävlande för Ryssland i Eurovision Song Contest 2019 med låten Scream, och kom återigen trea. Han fick 244 poäng från tittarna, den fjärde högsta tittarpoängen det året, och 126 poäng från juryn för sammanlagt 370 poäng.

## Karriär
År 2008 var Lazarev med och tävlade i Rysslands uttagning till Eurovision Song Contest 2008, med låten Flyer. Han slutade på fjärdeplats och vinnaren blev sedan Dima Bilan med låten Believe, som senare kom att vinna hela ESC.
Den 10 december 2015 stod det klart att Lazarev kommer att representera Ryssland i Eurovision Song Contest 2016. Valet av artist gjordes internt av rysk TV. Hans låt presenterades i och med släppet av You Are the Only One den 5 mars 2016. Han kom på tredjeplats i finalen, efter att ha fått flest telefonröster av samtliga deltagare men kommit femma hos juryrösterna. Enligt tidigare regler i tävlingen, då jurygrupper inte fanns, hade han vunnit det året.
Han gjorde comeback i Eurovision Song Contest 2019 som representant för Ryssland med låten Scream. Finalen gick av stapeln den 18 maj 2019, där han slutade trea. Hos jurygrupperna blev han nia, men fick desto fler telefonröster. Han vann telefonrösterna i totalt 11 länder (Tjeckien, Israel, Vitryssland, Albanien, Estland, Lettland, Litauen, Armenien, Azerbajdzjan, Moldavien, San Marino), vilket var flest av alla bidrag.

## Diskografi

### Album
- 2005 – Don't be fake
- 2007 – TV Show
- 2010 – Electric Touch
- 2013 – Lazarev
- 2017 – V Epitsentre
- 2018 – The One

### Singlar
- 2005 – Eye of the storm
- 2005 – Lost without your love
- 2006 – Just because you walk away
- 2006 – Fake
- 2007 – Shattered dreams
- 2007 – Everytime
- 2008 – TV or radio
- 2008 – Flyer (Under fire)
- 2008 – Girlfriend
- 2008 – Almost sorry
- 2008 – Lazerboy
- 2009 – Stereo
- 2009 – Naydi menya
- 2010 – Alarm
- 2010 – Feelin' High
- 2010 – Instantly
- 2011 – Heartbeat
- 2011 – Electric Heart
- 2012 – Moscow to California
- 2012 – Take It Off
- 2013 – Cure The Thunder
- 2013 – Stumblin
- 2014 – 7 Wonders
- 2015 – In My Lonely Life
- 2016 – You Are the Only One
- 2016 – Breaking Away
- 2017 – Lucky Stranger
- 2019 – Scream